# 있다 (음악인)
있다 (itta)는 대한민국의 실험 음악인이다.

## 개요
요기가 표현갤러리에서 불가사리라는 실험음악 협연을 하던 중 데뷔 앨범 11을 내었다. 도구를 가리지 않고 소리를 내며, 퍼포먼스로서의 음악을 중요시한다. 이후 불가사리 활동에 참여하기 위해 방문한 일본 뮤지션 마르키도와 함께 밴드 텐을 만들었다. 이후에는 그와 결혼을 올렸다.
실험음악 활동 뿐 아니라 힙합앨범에 보컬 피처링을 자주 해왔고 그 동료들과 함께 만든 솔로앨범 Re:POPS!는 그 결과중 하나이다.

## 밴드 '10' 활동
일본의 실험 음악인 'marqido'(마르키도)와 프로젝트 밴드 10(텐)을 결성하여 활동중이다. 10이 뜻하는 바는 두 가지로 2005년 10월 10일에 결성되어 붙여진 이름이기도 하고, 1이 가진 존재(있다)의 의미와 0이 가진 윤회(마르키도의 마르는 일본어로 '원'을 뜻하는 'まる'에서 나왔다.)의 의미에서 나온 것이기도 하다. 2010년 10월 10일 있다와 마르키도는 결혼 기념 공연을 가졌으며 월드투어를 다녔다.

## 음반 목록
as itta bc
- 2003 있다
- 2006 11
- 2009 RE:POPS!
- 2013 내 몸속에 새가 있다

as TEN (10, itta / Marqido) bc
- - 2005 UFO EP
- 2006 UFO
  - 2007 See You New World (as itta / Marqido / Li Jianhong)
- 2009 Nomad
- 2009 Kitsch
- 2011 Natureplex

as TENGGER bc
- 2013 Electric Earth Creation
- 2014 Tengger (2CD)
- 2015 Seoul (MC)
- 2016 Tengger (1CD)
- 2016 Icelandic (MC)
- 2017 Spiritual (MC)
- 2017 Segye (MC) bc

Featuring
- 2003 Virus - Pardon Me
- 2003 신의의지 - People & Places vol.1
- 2005 화나 - Brainstorming
- 2006 각나그네 - Jean & Andy
- 2006 이루펀트 - Eluphant Bakery
- 2006 각나그네 - Green tour
- 2006 I.F. - MoreThan Music
- 2007 에픽하이 - Remapping The Human Soul
- 2007 로퀜스 - Crucial moment
- 2008 마이노스 - Ugly Talkin'
- 2008 Superrappin' PJ - Let's Get Funky
- 2009 화나 - Fanatic
- 2009 클라우드댄서 - Here I Am

## 수상 내역
- 2009 제2회 홍대앞 문화예술상 젊은 예술가상[6]